# Cimetière Kalitnikovskoïé

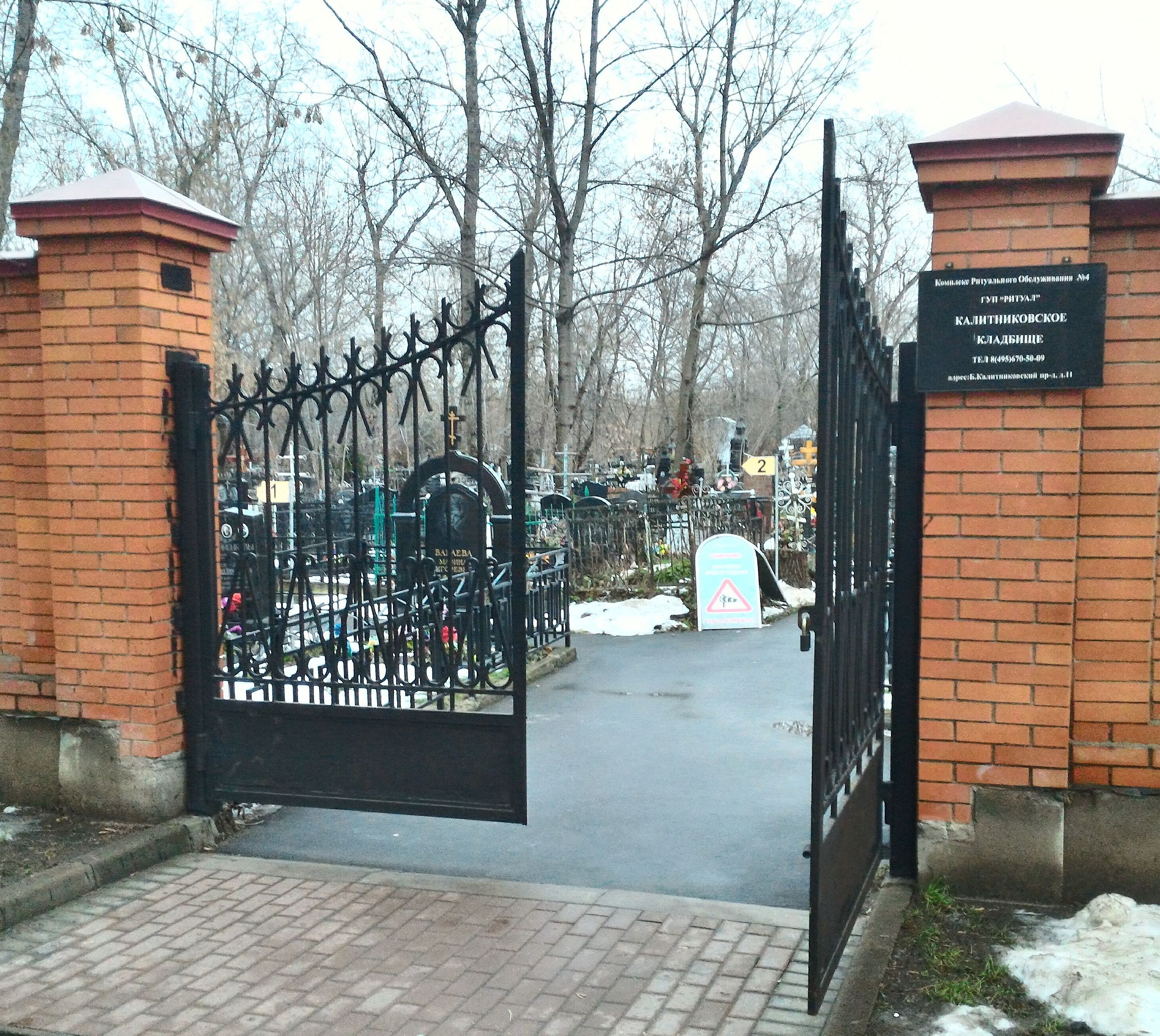
Entrée du cimetière.

Le cimetière Kalitnikovskoïé (Калитниковское кладбище) est un cimetière situé à Moscou dans le district central. La station de métro la plus proche est Volgogradski prospekt.

## Histoire
Ce cimetière a été ouvert en 1771 en dehors de la ville après une épidémie de peste, lorsque tous les cimetières à l'intérieur de la ville ont été interdits. L'administration ouvre alors de nouveaux cimetières, comme le cimetière Rogojskoïe, le cimetière de la Présentation, le cimetière Vagankovo et celui-ci. Il s'étend aujourd'hui sur environ 19 hectares.

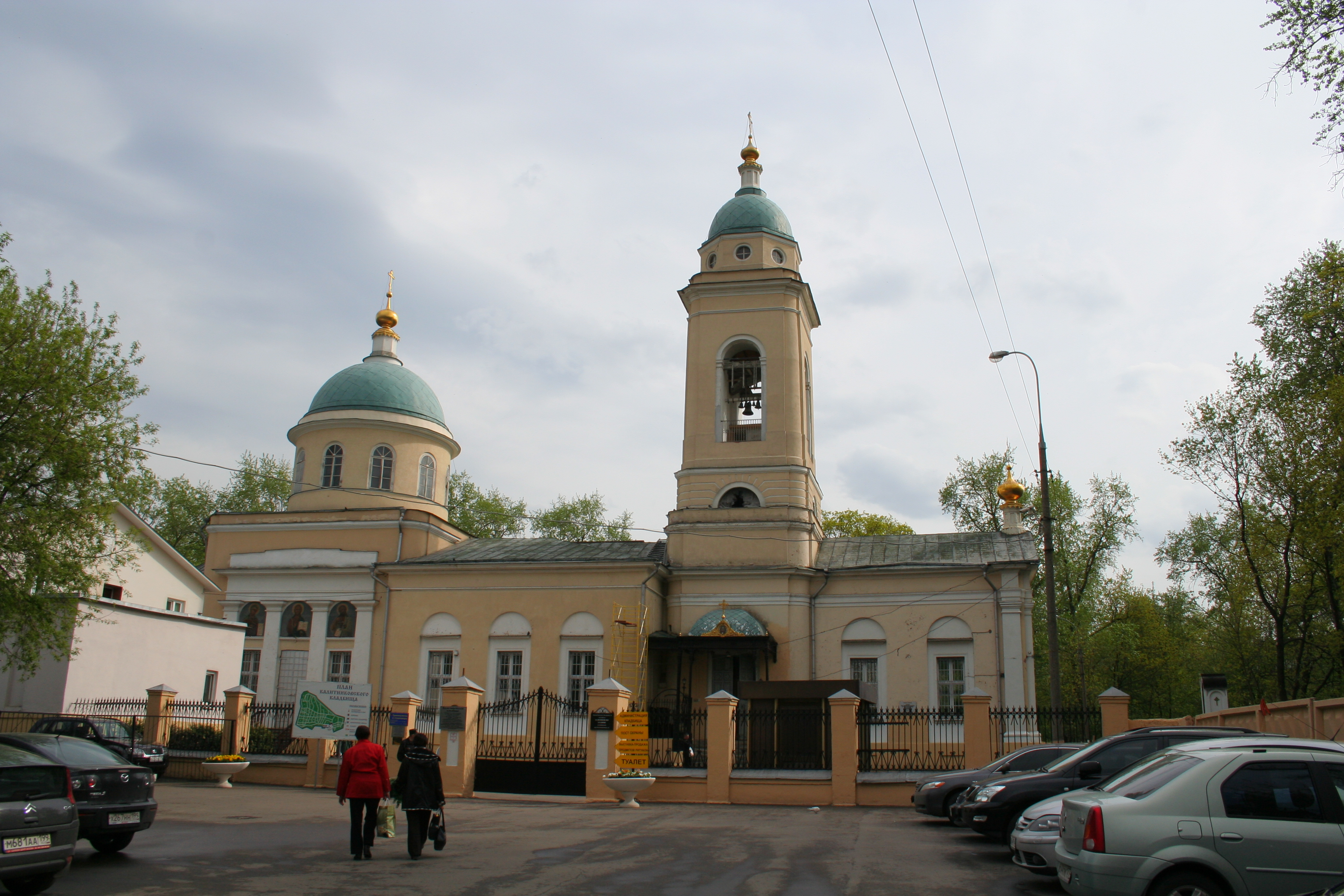
Église du cimetière.

L'on construit au début une église de bois, puis en pierre, dédiée à l'icône de la Mère de Dieu « Consolatrice des affligés ». Elle est construite en style néoclassique selon les plans de l'architecte Nikolaï Kozlovski entre 1834 et 1836, puis réaménagée en 1881 par Viktor Veriguine. L'intérieur, dont l'iconostase, est refait dans les années 1890 par Ivan Barioutine. les murs entourant le cimetière sont l'œuvre de l'architecte Nikolaï Markov.
Avant la révolution russe on y enterrait surtout des commerçant et des artisans issus de la classe paysanne; mais quelques membres de l'intelligentsia russe y sont aussi inhumés. 
Selon différentes versions, son nom proviendrait du lieu-dit de « Kalitniki », donné par le prince Ivan Kalita au palais de Kroutitsi. Cependant, il n'y a pas de village de ce nom appartenant à Kalita et aucun document ne le mentionne du XVe au XVIIe siècle. On rencontre ce nom pour la première fois dans un plan de 1688 où l'on montre la petite rivière Kalitenka ou ruisseau Kalitnikovski. la forme de ce nom laisse supposer qu'à Kalitniki vivaient des kalitniki, c'est-à-dire en russe des artisans fabriquant des sacs de cuir et des bourses de cuir (kaliti).

## Personnalités inhumées

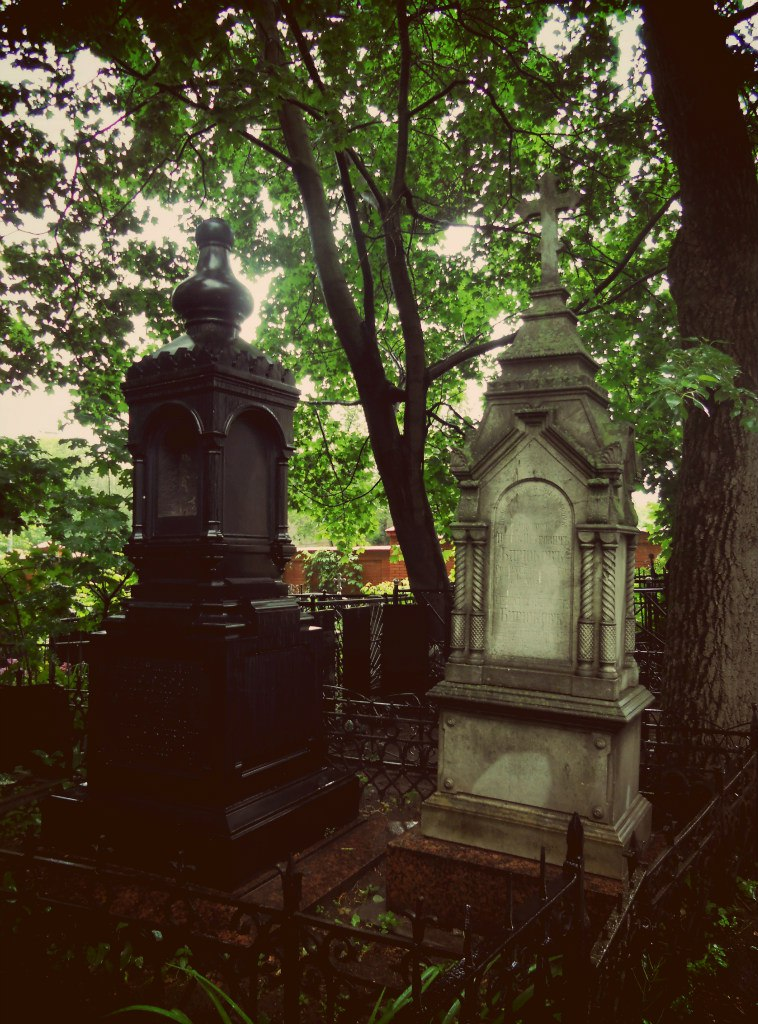
Tombes anciennes.

- Anatoli Akimov (1947-2002), champion olympique de water-polo
- Robert Falk (1886-1958), peintre
- Afanassi Grigoriev (1782-1868), architecte
- Pavel Ovtchinnikov (1830-1888), orfèvre
- Evgueni Ratchev (1906-1997), peintre et sculpteur
- Willi Tokarev (1934-2019), poète et chanteur
- Evdokia Tourtchaninova (1870-1963), actrice
- Alexandre Vvedenski (1889-1946), chef d'une branche religieuse soumise aux communistes
- Elizaveta Zaroubina (Esther Rosenzweig) (1900-1987), espionne soviétique